# Psautier de Mayence
Le Psautier de Mayence est un incunable dont on connaît deux éditions complètes sur parchemin en 1457 et 1459, imprimées dans l’atelier de Peter Schöffer et de Johannes Fust (le premier associé de Gutenberg). Il constitue l'un des plus beaux spécimens des débuts de l’histoire de l’imprimé. En France, deux exemplaires de l'édition de 1457 sont conservés, l'un à Paris à la Bibliothèque nationale de France (cote Vélins-223), l'autre à la Bibliothèque municipale d'Angers (cote Ms-20). Il reste dans le monde dix exemplaires du Psautier, mais deux versions complètes seulement. Sur les cinq exemplaires de l’édition courte (143 feuillets), seul l’exemplaire de Ryland est complet. Sur les cinq exemplaires de la version longue (175 feuillets), seul celui de Vienne a survécu dans son intégralité.

## Description

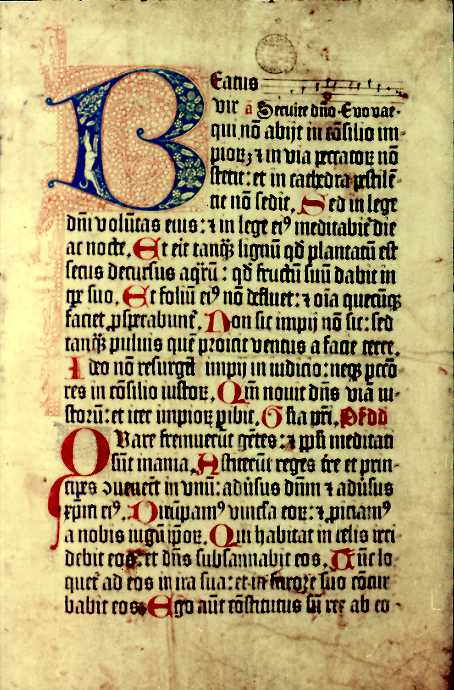
Page du Psalterium Benedictinum, 1459, avec une lettrine peinte.

Le psautier de Mayence, recueil de psaumes en latin à usage liturgique, a été imprimé en deux versions, l'une de 143 pages, l'autre de 175 pages. Le psautier était à cette époque le livre le plus recherché pour la dévotion cléricale : il contient calendrier, litanies, cantiques et prières en latin. Les deux exemplaires ont été imprimés sur parchemin à raison d'une colonne par page. On a utilisé deux fontes de caractères pour l'impression : une écriture gothique de type Textura (majuscules et minuscules) inspirée d'un missel liturgique manuscrit, et une écriture onciale ronde en plusieurs tailles.
La particularité du psautier de Mayence est l'impression en trois couleurs : noir, rouge et bleu. Les motifs colorés, le plus souvent des lettrines et des ornements isolés dans des phrases, étaient coloriés séparément puis intégrés par la suite dans le reste du texte, imprimé en noir. Chacune de ces phrases était ensuite imprimée en une fois. Pour l'impression des lettrines du psautier, imprimées avec les caractères mobiles de Gutenberg imitant l'écriture manuscrite, Schöffer inventa un alliage qui lui permettait d'encrer le caractère deux fois de suite, comme dans son édition de Valère Maxime de 1471. Le psautier fut imprimé le 14 août 1457 comme l'indique le colophon, ce qui en fait le premier incunable daté jamais imprimé.
Cet impressionnant travail de composition a conduit à supposer que la fabrication du psautier, qui avait dû être longue et coûteuse, avait déjà été entreprise lorsque Fust était encore associé avec Johannes Gutenberg. Fust et Schöffer parachevèrent ce travail et imprimèrent le psautier dans leur atelier. Un second psautier, dit Psalterium Benedictinum, parut en 1459 à Mayence, lui aussi imprimé sur parchemin, avec des caractères gothiques plus petits. Schöffer réutilisa par la suite les caractères utilisés pour le psautier et les lettrines ornementées pour son édition des Canon Missæ de 1458, et pour une seconde édition du Psalterium Benedictinum de 1490.

## Littérature
Le Psautier de Mayence (« Mainzer Psalter ») est le titre d'une nouvelle fantastique de Jean Ray. Dans l'histoire, c'est le nom d'une goélette (schooner), ainsi baptisée par le mystérieux maître d'école par gratitude pour son grand-oncle décédé ; celui-ci lui avait légué, parmi d'autres vieux livres, un incunable du Psautier.

## Sources
- (de) Cet article est partiellement ou en totalité issu de l’article de Wikipédia en allemand intitulé « Mainzer Psalter » (voir la liste des auteurs).
- Lucien Febvre, Henri-Jean Martin, L’Apparition du livre, Paris, Albin Michel, 1958 (réimpr. 1971, 1999), 600 p., 19×12,5 cm (ISBN 2-226-10689-8)
- Seymour de Ricci, Catalogue raisonné des premières impressions de Mayence, Mayence, 1911 (archive)
- (de) Fritz Funke, Buchkunde. Ein Überblick über die Geschichte des Buch- und Schriftwesens, München-Pullach, 1969, p. 82 et suiv.
- (de) Hellmuth Lehmann-Haupt, Peter Schöffer aus Gernsheim und Mainz, Wiesbaden, Reichert Verlag, 2002, p. 31 et suiv.
- (de) Gutenberg: Aventur und Kunst. Vom Geheimunternehmen zur ersten Medienrevolution., Mayence, Ville de Mayence, 2000